# 山底岭站
山底岭站位于广东省化州市南盛街道，是河茂铁路线上的一座四等站，于1959年投入使用。离化州站10公里，距茂名站21公里，隶属中国铁路南宁局集团管辖。客运可办理旅客乘降，不含行李、包裹托运；货运可办理粮食、瓜果、蔬菜及不怕湿货物的整车到发，零担仅办理整零货物到发。